# Nu Phoenicis
Nu Phoenicis (ν Phe / HD 7570) è una stella di sequenza principale situata a 49 anni luce dal Sistema solare, nella costellazione della Fenice.

## Osservazione
Si tratta di una stella situata nell'emisfero australe celeste, e la sua posizione moderatamente australe fa sì che questa stella sia osservabile specialmente dall'emisfero sud, in cui si mostra alta nel cielo nella fascia temperata; dall'emisfero boreale la sua osservazione risulta invece più penalizzata, specialmente al di fuori della sua fascia tropicale, e risulta invisibile più a nord del parallelo 44°N. Nell'emisfero sud invece appare circumpolare solo nelle aree più interne del continente antartico. La sua magnitudine pari a 4,96 fa sì che possa essere scorta solo con un cielo sufficientemente libero dagli effetti dell'inquinamento luminoso.
Il periodo migliore per la sua osservazione nel cielo serale ricade nei mesi compresi fra luglio e novembre; nell'emisfero sud è visibile anche per buona parte dell'inverno, grazie alla declinazione australe della stella, mentre nell'emisfero nord può essere osservata in particolare durante i mesi autunnali boreali.

## Caratteristiche fisiche
Nu Phoenicis è una stella molto simile al Sole; di tipo spettrale F8V è appena un po' più calda e più luminosa, mentre la sua massa è 1,17 volte quella solare. L'età media risulta essere, in uno degli ultimi studi, di 4,2 miliardi di anni mentre altri studi la indicano mediamente inferiore, di 2,88 ± 1,92 miliardi di anni. Pare anche avere una metallicità maggiore di quella del Sole, il ferro risulta infatti essere del 34% maggiore di quello della stella madre del sistema solare.
L'eccesso di radiazione infrarossa emessa suggerisce la presenza di un disco circumstellare attorno alla stella, che secondo i modelli teorici, si trova, con il suo bordo interno, a circa 10 UA di distanza